# Common Type System
Common Type System (CTS) är en standard som specificerar hur datatyper ter sig i ett datorminne. Målet är att låta program som är skrivna i olika programspråk lätt ska kunna utbyta information med varandra. I ett programspråk kan en typ beskrivas som en definition av en mängd med värden (till exempel heltal mellan 0 och 10), och de tillåtna operationerna som kan utföras med dessa värden.
Specifikationen för CTS är en del av Ecma standard 335, "Common Language Infrastructure (CLI) Partitions I to VI." CLI och CTS skapades av Microsoft, och Microsoft .NET framework är en implementation av standarden.

## Typkategorier
CTS stödjer följande två typer:
Värdetyper
En värdetyp innehåller direkt sitt värde, och allokeras på stacken eller inuti en struktur. Värdetyper kan vara förimplementerade av runtime eller definierade av användaren. De primitiva typerna (int, char, bool osv.) och strukturer är värdetyper.
Referenstyper
En referenstyp innehåller referensen till värdets plats i minnet, och är allokerade på heapen. Variabler är som pekare och är inte bundna till något specifikt objekt. Klasser, gränssnitt, strängar, delegater, boxade värdetyper och arrayer är exempel på referenstyper.
Följande exempel visar skillnaderna mellan värdetyper och referenstyper.
```
Imports
 
System

Class
 
Class1

    
Public
 
Value
 
As
 
Integer
 
=
 
0

End
 
Class
 
'Class1

 

Class
 
Test

    
Shared
 
Sub
 
Main
()

        
Dim
 
val1
 
As
 
Integer
 
=
 
0

        
Dim
 
val2
 
As
 
Integer
 
=
 
val1

        
val2
 
=
 
123

        
Dim
 
ref1
 
As
 
New
 
Class1
()

        
Dim
 
ref2
 
As
 
Class1
 
=
 
ref1

        
ref2
.
Value
 
=
 
123

        
Console
.
WriteLine
(
"Värden: {0}, {1}"
,
 
val1
,
 
val2
)

        
Console
.
WriteLine
(
"Referenser: {0}, {1}"
,
 
ref1
.
Value
,
 
ref2
.
Value
)

    
End
 
Sub
 
'Main

End
 
Class
 
'Test

```

Utskriften från exemplet ovan
```
Värden: 0, 123
Referenser: 123, 123
```

### Boxning
Konvertering av värdetyp till en referenstyp kallas boxning. Detta är möjligt då värdetyper och referenstyper båda ärver basklassen System.Object.
```
Int32
 
x
 
=
 
10
;
 

object
 
o
 
=
 
x
 
;
 
// Implicit boxning

Console
.
WriteLine
(
"The Object o = {0}"
,
o
);
 
// skriver ut 10

```

Men en Int32 kan också bli explicit boxad:
```
Int32
 
x
 
=
 
10
;
 

object
 
o
 
=
 
(
object
)
 
x
;
 
// Explicit boxning

Console
.
WriteLine
(
"The object o = {0}"
,
o
);
 
// skriver ut 10

```

På liknande sätt kan den bli konverterad tillbaka till en värdetyp.
```
Int32
 
x
 
=
 
5
;
 

object
 
o
 
=
 
x
;
 
// Implicit boxning

x
 
=
 
o
;
 
// Implicit utboxning

```